# Oda Schottmüller
Oda Schottmüller (* 9. Februar 1905 in Posen; † 5. August 1943 in Berlin-Plötzensee) war eine Tänzerin und Bildhauerin. Sie wurde der Unterstützung einer Widerstandsgruppe gegen den Nationalsozialismus bezichtigt und im Strafgefängnis Plötzensee hingerichtet.

## Leben

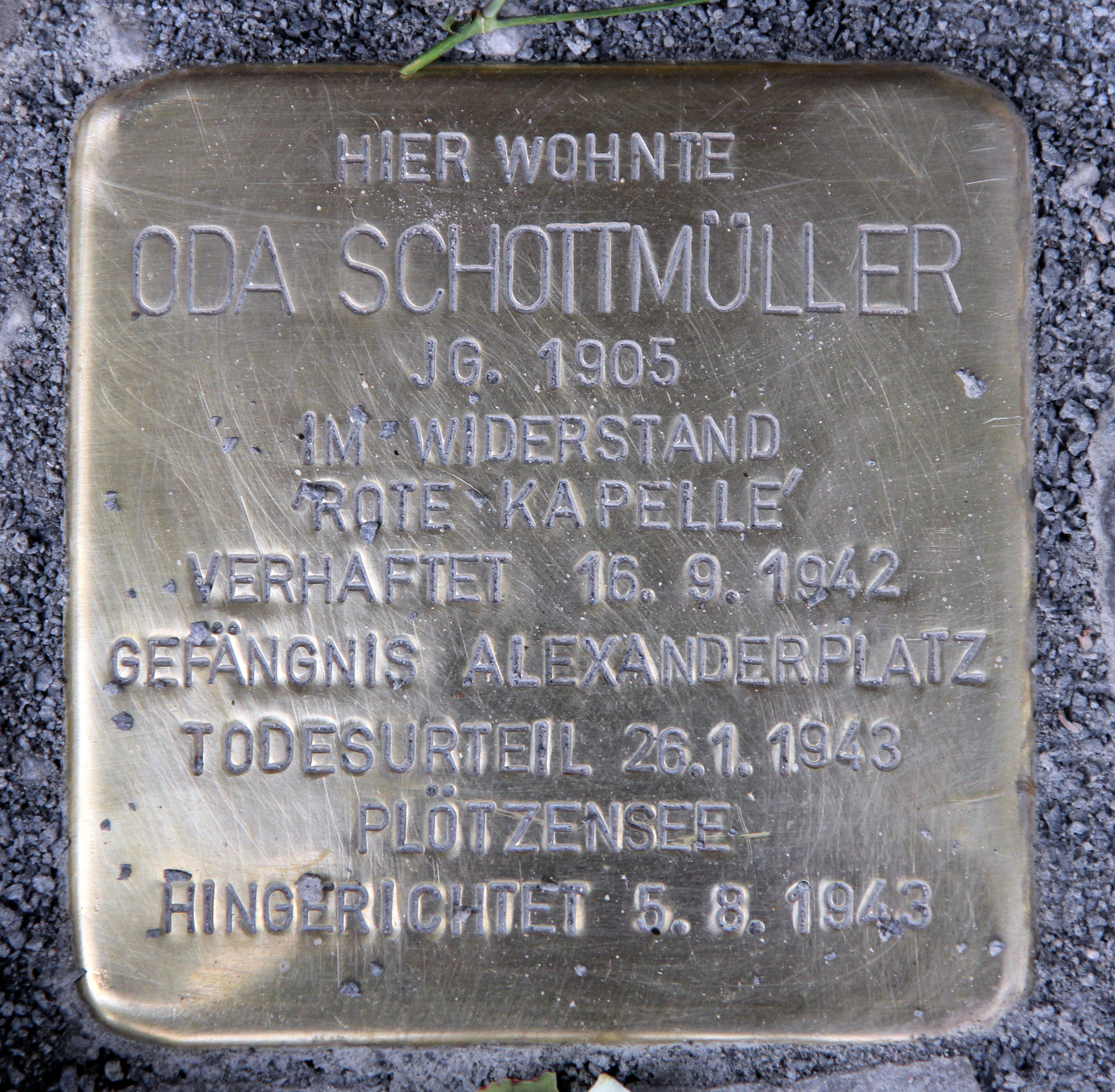
Stolperstein am Haus, Reichsstraße 106, in Berlin-Westend

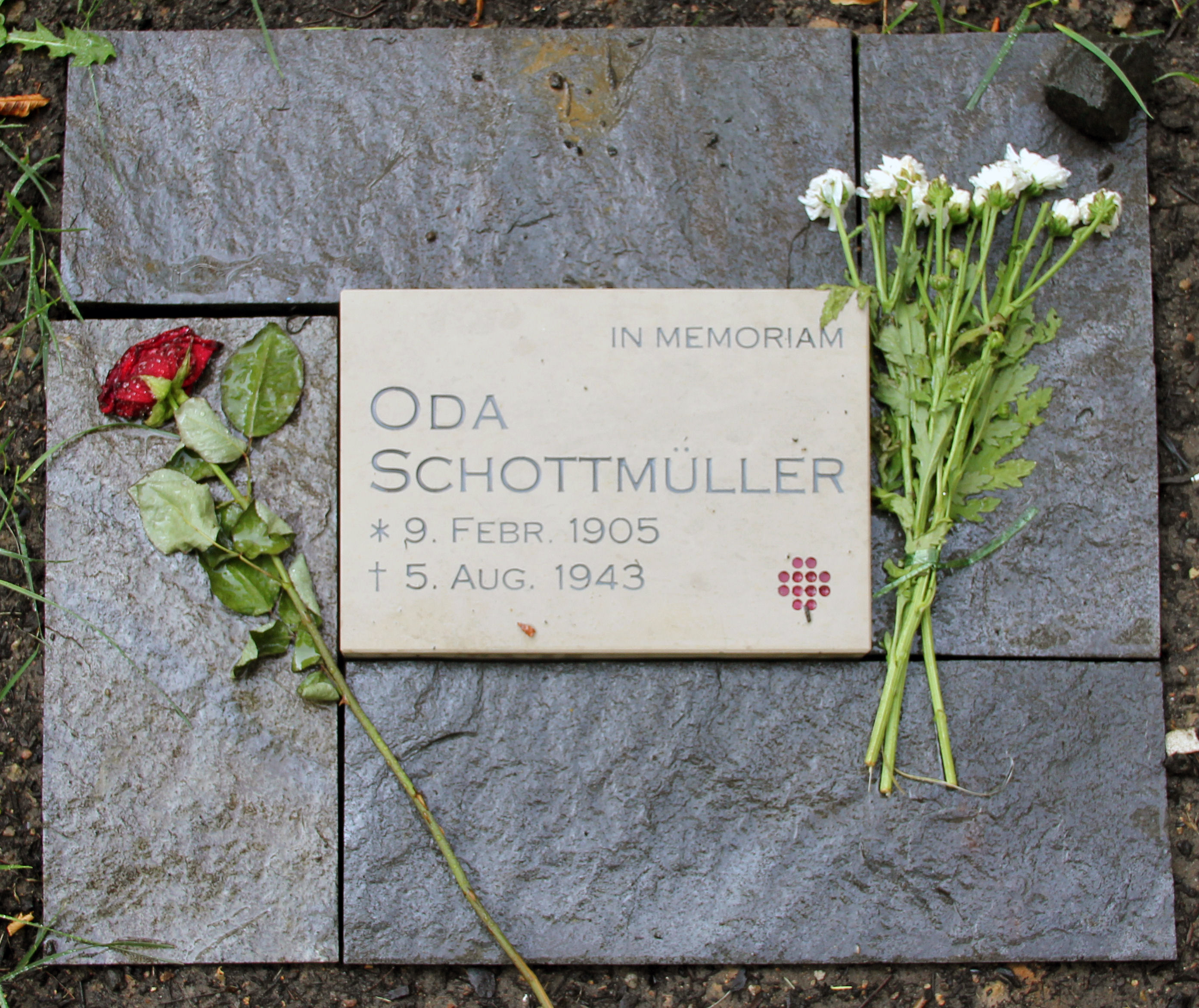
Gedenkstein auf dem alten St.-Matthäus-Kirchhof, in Berlin-Schöneberg

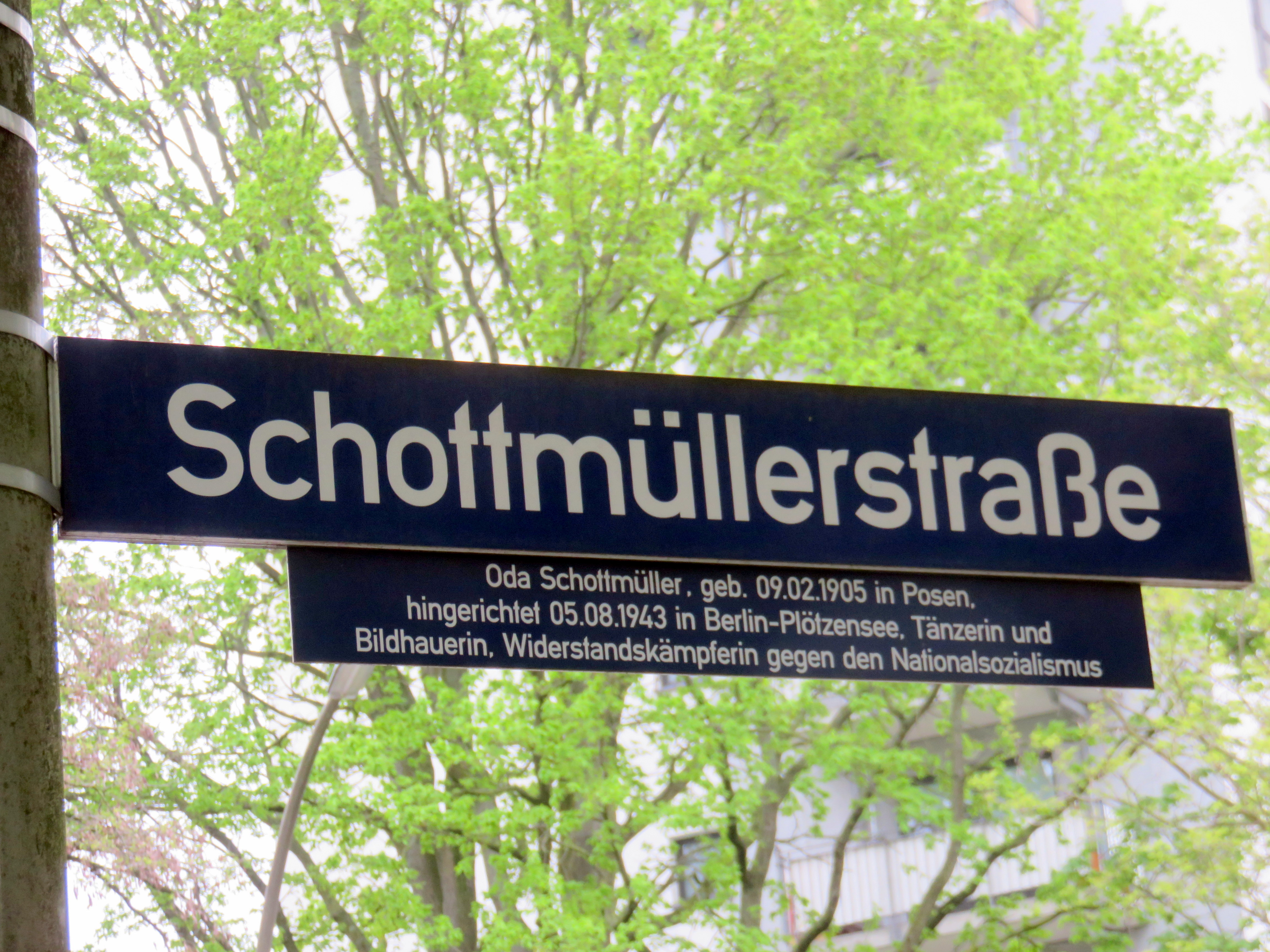
Die Schottmüllerstraße in Hamburg-Eppendorf

Oda Schottmüller war die Tochter des Archivars Kurt Schottmüller (1871–1919) und Enkelin des Historikers Konrad Schottmüller (1841–1893). Von 1922 bis 1924 besuchte sie die Odenwaldschule in Heppenheim. In dieser Zeit war sie mit Klaus Mann befreundet, der dort ebenfalls Schüler war. Von 1924 bis 1927 durchlief sie eine kunsthandwerkliche Ausbildung in Pforzheim und Frankfurt am Main. 1928 begann sie, inspiriert durch Vera Skoronel, eine Ausbildung als Tänzerin in deren Berliner Schule. Gleichzeitig gehörte sie ab 1929 der Bildhauerklasse von Milly Steger des Vereins der Berliner Künstlerinnen an. Ihre Arbeit Mädchenakt mit Tuch aus dieser Zeit befindet sich heute in der Nationalgalerie Berlin. 1931 legte sie die Prüfung in Gymnastik und Körperbildung ab. Vom nächsten Jahr an trat sie selbst als Tänzerin auf, u. a. in der Volksbühne Berlin. Anfang der 1930er Jahre war sie Schülerin von Johannes Itten im Bereich Bildhauerei. Oda Schottmüller verband beide Gebiete, indem sie bei ihren Tänzen selbst gefertigte Masken trug.
In der Zeit des Nationalsozialismus lernte sie um 1935 den Bildhauer Kurt Schumacher kennen, in dessen Atelier kunsttheoretische Diskussionen und politische Schulungskurse stattfanden. Nach 1936 kamen die Bibliothekarin Lotte Schleif (1903–1965), die Bildhauerin Ilse Schaeffer und die Tänzerin Hanna Berger zu dem Widerstandskreis, der von der Gestapo später als Rote Kapelle bezeichnet wurde. Einige ausführlichere Berichte über die Aktivitäten der „Roten Kapelle“ gibt es in den Erinnerungen von Elfriede Paul, die über ihren Lebensgefährten Walter Küchenmeister Kontakt hielt und ebenfalls in dieser Gruppe tätig war.
Bis zu ihrer Verhaftung trat Oda Schottmüller regelmäßig als Tänzerin im In- und Ausland auf. Sie stellte ihre bildhauerischen Arbeiten bei öffentlichen Ausstellungen aus. Über den Umfang ihrer Widerstandstätigkeit ist sehr wenig bekannt, da die Unterlagen über ihre Verhöre verschollen sind und die meisten ihrer Mitstreiter ebenfalls ermordet wurden. Einige Kassiber aus der Zeit ihrer Inhaftierung, die u. a. über die Verhöre berichten, haben sich erhalten und sind publiziert. In ihrer Wohnung sollen Flugschriften der „Roten Kapelle“ abgeschrieben und vervielfältigt worden sein.
Am 16. September 1942 wurde sie verhaftet. Im Januar 1943 wurde sie wegen Beihilfe zur Vorbereitung eines hochverrätischen Unternehmens und Feindbegünstigung zum Tode verurteilt. Nach der Ablehnung eines Gnadengesuches wurde das Urteil am 5. August 1943 vollstreckt.
Ihr Hauptankläger berief sich nach dem Krieg auf seine Dienstpflicht, wurde freigesprochen und arbeitete als Anwalt.

## Ehrung
Im November 2014 wurde die Schottmüllerstraße in Hamburg-Eppendorf nach ihr umbenannt. Ursprünglich wurde die Straße 1936 nach dem Bakteriologen Hugo Schottmüller (NSDAP-Mitglied) benannt und erst nach Eingabe von Parsifal von Pallandt nach Oda Schottmüller umbenannt.
Am 23. September 2016 wurde vor dem Haus Reichsstraße 106 in Berlin-Charlottenburg ein Stolperstein für Oda Schottmüller verlegt.
Am 25. August 2019 wurde auf dem alten St.-Matthäus-Kirchhof in Berlin-Schöneberg, ein Gedenkstein enthüllt.
1969 wurde sie postum mit dem sowjetischen Orden des Roten Sterns geehrt.

## Kontroverse Aussagen zum Leben
Es finden sich in der älteren Literatur widersprüchliche Aussagen zur Aktivität Oda Schottmüllers im Widerstand, die nach heutigem Kenntnisstand der Forschungsliteratur nicht auf erwiesenen Tatsachen basieren, hier aber zwecks umfassender Information trotzdem zusätzlich dargestellt werden sollen:
- Greta Kuckhoff hat in ihrer Jugend eine Zeitlang bei Oda Schottmüllers Tante Hiltrud Vielhaber zur Untermiete gewohnt. In ihren Memoiren erwähnt sie, dass sie bereits dort – wohl 1925 – einmal Oda Schottmüller persönlich begegnet sei. (Kuckhoff 1972, S. 39). Diese Darstellung ist jedoch durch eine wesentlich frühere eigene schriftliche Aussage Greta Kuckhoffs vom 2. Juni 1947 widerlegt, wo sie sich erheblich ausführlicher als in den Memoiren zu Oda Schottmüller äußert und erklärt, dass sie ihr zum ersten Mal 1942 im Polizeigefängnis am Alexanderplatz persönlich begegnet ist.[6]

- Die Nationalsozialisten haben, wie ein erhaltener Gestapo-Abschlußbericht (abgedruckt bei Andresen 2005, S. 274) belegt, Hans Coppi unterstellt, dass er u. a. auch aus der Atelierwohnung von Oda Schottmüller in der Reichsstraße 106 im Berliner Westend (vergebliche) Funkversuche nach Moskau unternommen hätte. Coppi wurde während der Verhöre schwer gefoltert. In der Begründung des Todesurteils gegen Hans Coppi sind keine solchen Funkversuche aus ihrem Atelier erwähnt (ebd.). Fest steht, dass bei der Durchsuchung des Ateliers von Oda Schottmüller am 16. September 1942 kein Funkgerät gefunden wurde (ebd.). Irgendwelche Beweise für die Behauptungen der Gestapo für solche gescheiterten Funkversuche aus dem Atelier von Oda Schottmüller gibt es nicht. Trotzdem wird gelegentlich insbesondere in älterer Literatur zur Roten Kapelle diese Gestapo-Behauptung in verschiedenen, widersprüchlichen Varianten und immer ohne Beweis kolportiert und als Tatsache dargestellt: Gilles Perrault beispielsweise ergänzt in einer Namensliste der Hingerichteten Oda Schottmüllers Namen ohne Beleg um den Halbsatz „die ein Funkgerät bei sich versteckt hatte“.[7]